# آگی اسکات
آگی اسکات (انگلیسی: Augie Scott; ۱۹ فوریهٔ ۱۹۲۱ – ۲۸ نوامبر ۱۹۹۸) بازیکن فوتبال اهل بریتانیا بود.
از باشگاه‌هایی که در آن بازی کرده‌است می‌توان به باشگاه فوتبال کولچستر یونایتد، باشگاه فوتبال لوتون تاون، باشگاه فوتبال ساوت‌همپتون، باشگاه فوتبال چلتنهام تاون، و باشگاه فوتبال چلمزفورد سیتی اشاره کرد.